# Лакония
Лако́ния (греч. Λακωνία) — ном в Греции, в южной части Пелопоннеса. Омывается заливами Месиниакос и Лаконикос. В Лаконии расположены два крупных горных хребта, между которыми и лежит ном: Тайгет, с самой высокой горой Пелопоннеса — Мармарокастро (2228 метров), и Парнон. Между ними протекает главная река Лаконии — Эврот, и расположена столица — Спарта. На севере граничит с номом Аркадия, на западе — с Мессенией. Ному принадлежит остров Элафониси.

## История
Лаконика — историческая область в Древней Греции. На севере граничила с Аркадией, на западе с Мессенией.
В древности была заселена лелегами до середины II тысячелетия до н. э. Затем коренное население было вытеснено ахейцами и позже к I тысячелетию до н. э. — дорийцами, которые основали в Лаконике город-государство Спарта. Жителям Лаконики (спартанцам) приписывается краткость изложения и немногословность речи — лаконичность.
В I веке до н. э. территория Лаконики вошла в состав римской провинции Ахайя. В современной Греции на территории Лаконики находится ном Лакония.

## Население
Спартиаты, периэки, илоты